# Simon Bisley
Simon Bisley, né le 4 mars 1962, est un peintre et illustrateur britannique de comics & d'heroic fantasy.

## Biographie
Simon Bisley naît le 4 mars 1962 au Royaume-Uni. Pour le magazine 2000 A.D., il dessine des épisodes d'ABC Warriors, Sláine et Judge Dredd. Il travaille aussi pour le magazine Crisis du même éditeur. Il est remarqué par DC Comics pour dessiner les aventures de Lobo, Batman, Doom Patrol, etc. Depuis il a travaillé pour d'autres éditeurs américains tels que Marvel Comics, Dark Horse, Image Comics, Oni, etc. 
Il a travaillé pour le magazine et le film Heavy Metal (Heavy Metal 2000, Métal hurlant, Heavy Metal :Geomatrix). Il signe BIZ.
En 2021 la couverture originale de Lobo #1 (DC, 1990) s'est vendue aux enchères pour 192000 dollars.

## Œuvres
- Thor 1992
- Pink Nightmare 1993
- Raptor warrior 1993
- Tortues Ninjas : Bodycount 1994
- Jungle Fever 1994
- Heaven Meets Hell 1994
- The warlord of the Meltingpot 1994
- Julie with Balls 1996
- Final Showdown 1996
- F.A.K.K.2 Kerrie and Zeek 1996
- Princess Julie 1996
- Kerrie 1996
- Attack 1996
- Tiger Lady 1997
- Fallen Angel 1997
- Biker Chick 1997
- Simon Coldwater 1997
- Cleopatra 1997
- Saint Julie
- Low Plains Drifter 1997
- The Spider Queen 1997
- Blind Date 1997
- The gang's all here
- Sláine
- White Ronin Blues
- Snow Leopard 2000
- Fistful of Blood 2000
- Gladiator
- The Fortress falls
- Princess and the Ape 2000

## Prix et récompenses
- 1991 : Prix Eisner du meilleur dessinateur complet (artist)